# Фландрская война (1297—1305)

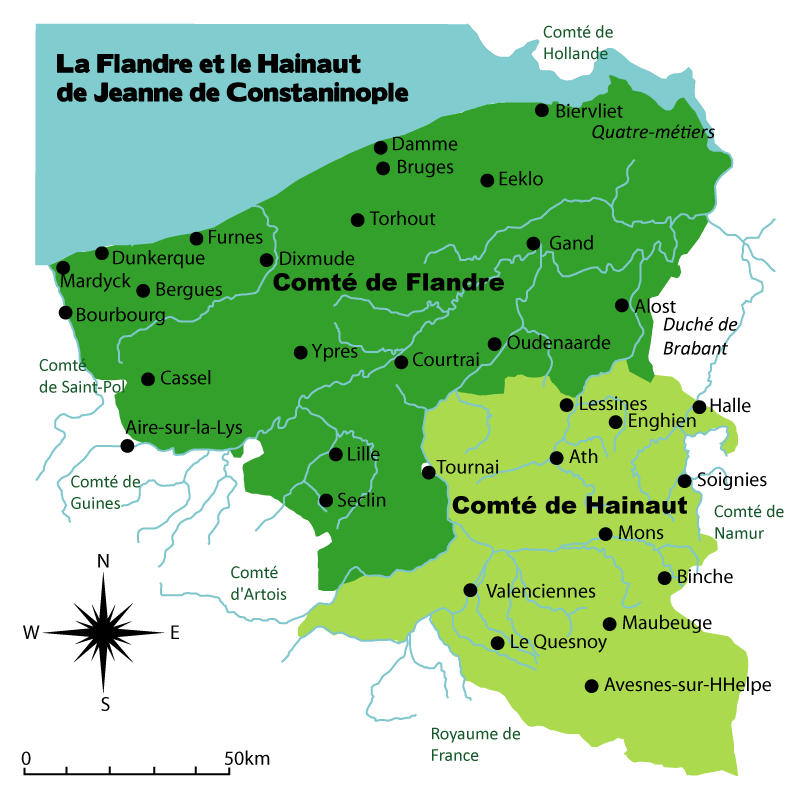
Фландрия и Эно в XIII веке

Фландрская война (1297—1305) — война, которую вёл французский король Филипп IV против графства Фландрия и фландрских городов.
Графство Фландрия с 843 года согласно Верденскому договору входило в состав королевства Франция. Воспользовавшись пограничным положением своих владений и ослаблением королевской власти, графы добились фактической независимости. Фландрские города Брюгге, Гент, Ипр, Лилль, Дуэ благодаря развитой швейной промышленности и торговле считались одними из самых богатых в Европе. Они старались быть независимыми и от королей, и от графов.

## Начало войны
В 1285 году королём Франции стал Филипп IV (Филипп Красивый). Воспользовавшись жалобами горожан на высокие налоги, он начиная с 1288 года стал всё больше и больше вмешиваться во фландрские дела.
В 1294 году граф Фландрии Ги де Дампьер обратился за поддержкой к английскому королю Эдуарду I, договорившись о женитьбе своей дочери Филиппы с принцем Уэльским.
Однако этим планам воспротивился Филипп Красивый. Он захватил Ги де Дампьера и двоих его сыновей и заставил отменить женитьбу. Саму невесту, Филиппу, держали в Париже в заключении, где она и умерла в 1306 году.
В довершение ко всему в 1296 году французский король объявил фландрские города находящимися под его защитой.
Жаждавший мести Ги де Дампьер вступил в союз с Англией, находившейся с Францией в состоянии войны. В ответ Филипп IV объявил о конфискации Фландрии и включении её в состав королевского домена.
В январе 1297 года образовался союз, в который вошли Англия, король Германии Адольф фон Нассау, графства Фландрия, Голландия и Бар. Однако вторжение Генриха III Барского в Шампань (июнь 1297) было легко отбито, Эдуард I Английский начал войну с шотландцами, к тому же против его участия в походе во Фландрию выступили бароны. Адольф Нассауский получил от Эдуарда I 60 000 марок серебром (100 тысяч фунтов стерлингов), чтобы нанять большое войско, однако основную часть денег использовал на другие цели и выставил лишь небольшой отряд под командованием Вильгельма Юлихского.
В конечном счёте Ги де Дампьеру пришлось воевать практически в одиночку. Его старший сын Роберт де Бетюн занял Мортань и замок Хелькин (март 1297). В ответ Филипп IV приказал арестовать всех сторонников Ги де Дампьера и конфисковать их собственность. Королевские войска заняли замок Эклюз недалеко от Дуэ.
В начале июня 1297 года король собрал в Компьене армию в 3000 рыцарей, командование которой поручил своему брату Карлу Валуа. Она перешла границу и 15 июня нанесла поражение фламандской армии, состоявшей главным образом из немецких наёмников. Заняв подчинившийся им город Орши и разграбив окрестные территории, французские войска вернулись в свои пределы.
На следующий день, 16 июня, королевская армия вновь вторглась во Фландрию. Она сожгла города Секлин и Лоос и осадила Лилль. Также были разграблены Комен, Вастен и Куртре, сдавшиеся французским войскам.
В августе 1297 года армия Филиппа IV усилилась за счёт отряда Роберта Артуа, вернувшегося из аквитанского похода. В битве при Фюрне (20 августа) фландрское войско было разбито, и через 5 дней сдался Лилль. Однако общие потери армии Роберта де Бетюна были небольшими: его войско насчитывало 3000 человек.
В конце августа к Фландрии подошла армия английского короля Эдуарда численностью 895 рыцарей и 7560 пеших воинов и лучников. Вступив в Гент, английские войска сделали этот город своей базой.
Очередного успеха достиг Филипп IV: 18 сентября ему сдался Брюгге. Однако порт Дамме удерживался войсками Роберта де Бетюна.
При посредничестве папы в конце октября 1297 года было заключено перемирие. В марте 1298 года английские войска покинули Фландрию и вернулись домой, фактически бросив своего союзника.
Перемирие закончилось в январе 1300 года, и французские войска снова вторглись в Фландрию и к 21 мая оккупировали всю территорию графства. Старый граф Ги де Дампьер, его сыновья Роберт де Бетюн и Гильом были захвачены в плен.

## Восстание в Брюгге
В 1300—1301 годах французским губернатором Фландрии был коннетабль Рауль де Нель.
В мае 1301 года его сменил Жак де Шатильон — дядя жены короля Жанны Наваррской. Он сразу же значительно повысил налоги и отменил многие привилегии, чем вызвал ненависть горожан, прежде сохранявших относительный нейтралитет.
Жак де Шатильон прибыл в Брюгге вечером 17 мая 1302 года, его сопровождало около 1500 человек. Одной из задач было взыскание с ремесленников долгов по налогам. Пошли слухи, что все, кто откажется платить, будут повешены, и якобы губернатор уже привёз 12 бочек верёвок.
Недовольство вылилось в вооружённое восстание: утром 18 мая 1302 года жители города Брюгге перебили весь французский гарнизон. Резня была спланирована заранее: фламандцы, в чьих домах квартировали французы, спрятали их шпаги и закрыли лошадей. Поэт-историк Гильом Гиар (Guillaume Guiart) сообщает, что было убито 1400 человек. Удалось спастись только Жаку де Шатильону с небольшим отрядом. Жителям Брюгге потребовалось 3 дня, чтобы вывезти на поле и похоронить все трупы.

## Военные действия 1302—1303 гг
На помощь восставшим прибыли Ги де Намюр — один из младших сыновей фландрского графа, и его племянник Вильгельм Юлихский. Они возглавили фламандскую армию и выбили французские гарнизоны из всех городов, кроме Касселя и Куртре, город Гент объявил о своём нейтралитете.
Ги де Намюр 9 июля осадил Куртре. На помощь своему гарнизону выступила королевская армия под командованием Роберта II д’Артуа. 11 июля 1302 года в битве при Куртре французы потерпели жесточайшее поражение. Вся Фландрия оказалась в руках повстанцев.
В 1303 году король снова вторгся в Фландрию, но в битве при Арке (4 апреля) его войско не смогло одержать победу.
Фламандцы сожгли Теруан и осадили Турне. На помощь городу выступила армия (1400 человек) под командованием маршала Франции Фулька дю Мерля, в которую влился отряд маршала Эно Мишеля де Линя. Осада продолжалась по одним данным — 47 дней, по другим — с 15 апреля по 9 сентября.
У Филиппа Красивого начались проблемы с выплатой жалования наёмникам, он начал переговоры, фламандцы сняли осаду и обе стороны заключили перемирие (с 20 сентября 1303 по 17 мая 1304 года). Одним из условий было освобождение графа Ги де Дампьера. Тот действительно был освобождён, но в обмен на заложников. Его восторженно встретили подданные, но престарелый граф, чтобы освободить заложников, предпочёл вернуться в Компьень.

## Военные действия 1304 г
Фламандский полководец Ги де Намюр претендовал на часть наследства умершего в 1299 году бездетного графа Голландии и Зеландии Иоганна I — своего двоюродного брата. Он объявил себя графом Зеландии и начал войну за захват её территории. Когда истёк срок перемирия, на помощь своему союзнику графу Голландии и Эно поспешил французский король. В морской битве при Зирикзе 10-11 августа 1304 года объединённая эскадра Франции, Голландии и Генуи одержала победу, Ги де Намюр попал в плен. Через неделю, 18 августа, французы одержали победу при Монс-ан-Певеле, в ней погиб Вильгельм Юлихский — другой военачальник фламандцев. После месячной осады 23 сентября королевская армия заняла Лилль.

## Окончание войны
7 марта 1305 года умер находившийся во французском плену престарелый граф Ги де Дампьер. Его старший сын Роберт де Бетюн, не желая продолжения войны, 23 июня 1305 года заключил с королём мирный договор. Его условия предусматривали всеобщую амнистию, освобождение всех пленников и восстановление Фландрии как графства. За это Фландрия должна была выплатить 400 000 фунтов в качестве репараций и ежегодно в виде ренты выплачивать 20 тысяч фунтов. До уплаты этих денег французский король получал в залог кастелянства Лилль, Дуэ и Орши.